# Themeda hookeri
Themeda hookeri là một loài thực vật có hoa trong họ Hòa thảo. Loài này được (Griseb.) A.Camus miêu tả khoa học đầu tiên năm 1920.